# 8 mai en sport
8 avril 8 juin
Chronologies thématiques
- Croisades
- Ferroviaires
- Disney

Le 8 mai (128e jour de l'année ou 129e en cas d'année bissextile) en sport.

## Événements

### XIXesiècle
- 1866 :
  - (Football australien) :  première codification du football australien au terme d’une réunion tenue à Melbourne[1].
- 1898 :
  - (Football) :  Genoa est le premier champion d'Italie.

### XXesièclede1901à1950
- 1921 :
  - (Football) :  l'Athletic Bilbao remporte la Coupe d’Espagne face à l'Atlético de Madrid, 4-1.
- 1932 :
  - (Sport automobile) : victoire de l'Italien Tazio Nuvolari sur la course Targa Florio sur une Alfa Romeo.
- 1937 :
  - (Omnisports) : création du 1er club sportif fondé par les marocains, Wydad Athletic Club.
- 1938 :
  - (Football) :  l'Olympique de Marseille remporte la Coupe de France en s'imposant 2-1 face au FC Metz.
  - (Rugby à XV) : l'USA Perpignan remporte la finale du championnat de France 11-6 face au Biarritz olympique.
- 1949 :
  - (Sport automobile) : au Grand Prix automobile du Roussillon, victoire de Juan Manuel Fangio sur une Maserati 4CLT/48.

### XXesièclede1951à2000
- 1974 :
  - (Football) : le FC Magdebourg remporte la Coupe d'Europe des vainqueurs de coupes face au Milan AC 2-0.
- 1977 :
  - (Sport automobile /Formule 1) : au Grand Prix automobile d'Espagne, couru sur le circuit du Jarama, victoire de Mario Andretti sur une Lotus-Ford.
- 1996 :
  - (Football) : le Paris Saint-Germain remporte la Coupe d'Europe des vainqueurs de coupes face au Rapid de Vienne 1-0.
- 1999 :
  - (Football) : le RC Lens remporte la Coupe de la Ligue en s'imposant 1-0 face au FC Metz.

### XXIesiècle
- 2002 :
  - (Football) : le Feyenoord Rotterdam remporte la Coupe UEFA face au Borussia Dortmund 3-2.
- 2004 :
  - (Football) : 
    - (Bundesliga) : le Werder Brême est champion d'Allemagne.
    - (Liga) : Valence CF est champion d'Espagne.
    - (Eredivisie) : l'Ajax Amsterdam est champion des Pays-Bas.
- 2005 :
  - (Football /Ligue 1) : l'Olympique lyonnais est sacré champion de France.
  - (Sport automobile /Formule 1) : au Grand Prix automobile d'Espagne couru sur le circuit de Catalogne, victoire du Finlandais Kimi Räikkönen sur une McLaren-Mercedes.
- 2011 :
  - (Sport automobile /Formule 1) : au Grand Prix de Turquie disputé sur le Circuit d'Istanbul Park, victoire de l'Allemand Sebastian Vettel sur une Red Bull-Renault.
- 2014 :
  - (Handball /Division 1) : Dunkerque est devenu champion de France de handball pour la première fois.
  - (Volley-ball) :
    - (Ligua masculine) : à la Halle Carpentier, pour la 3e année consécutive, Tours est sacré champion de France face à Paris sur match unique face (3-1).
    - (Ligua féminine) : les Cannoises obtiennent leur dix-neuvième titre, le dix-septième consécutif. Elles dominent Nantes (3-0).
- 2016 :
  - (Aviron /Championnats d'Europe) : les Britanniques remportent quatre titres, les Allemands s'imposent dans trois épreuves et les croates dans deux. Les Français Valentin Onfroy, Benjamin Lang, Mickaël Marteau et Théophile Onfroy sont médaillés de bronze du quatre sans barreur.
  - (Cyclisme sur route) :
    - (Course à étapes) : Sur les Quatre jours de Dunkerque, victoire du Français Bryan Coquard qui s'impose dans trois étapes sur cinq. l'Italien Marco Frapporti est second et le Belge Xandro Meurisse complète le podium.
    - (Tour d'Italie) : sur la 3e étape du Tour d'Italie 2016, victoire de l'Allemand Marcel Kittel qui prend la tête de la course.

  - (Handball /Ligue des champions féminin) : porté par l'exceptionnelle Suédoise Isabelle Gullden, Bucarest a offert une surprise majuscule en remportant la Ligue des champions de handball féminin 2016 en battant les Hongroises de Győr (29-26).
  - (Karaté /Championnats d'Europe) : la France achève les Championnats d'Europe de karaté, à Montpellier, en tête du tableau des médailles, avec 6 titres (plus 2 médailles d'argent et 3 de bronze).
- 2018 :
  - (Cyclisme sur route /Giro) : sur la 4e étape du Tour d'Italie, victoire du Belge Tim Wellens, l'Australien Rohan Dennis conserve du Maillot rose.
  - (Football /Coupe de France) : le PSG remporte (2-0) la finale de la Coupe de France contre Les Herbiers qui évolue en national. Giovani Lo Celso et Edinson Cavani (sur pénalty) sont les buteurs.
- 2021 :
  - (Compétition automobile /Formule 1) : lors des essais du Grand Prix automobile d'Espagne, sur le circuit de Barcelone, le Britannique Lewis Hamilton atteint le chiffre historique de 100 pole positions[2].
  - (Cyclisme sur route /Giro) : début de la 104e édition du Tour d'Italie qui se terminera le 30 mai 2021. La 1re étape se déroule sous la forme d'un contre-la-montre individuel, entre Turin en Turin, sur une distance de 8,6 km. C'est l'Italien Filippo Ganna qui s'impose et qui prend le Maillot rose de leader[3].
  - (Football) : 
    - (Bundesliga) : le Bayern Munich décroche avant de jouer son neuvième titre consécutif de champion d'Allemagne, grâce à la victoire du Borussia Dortmund 3-2 sur le deuxième Leipzig, qui laisse les Munichois avec au moins sept points d'avance à deux journées de la fin. Ce titre, le 31e de l'histoire du club, est le deuxième et dernier pour l'entraîneur Hansi Flick, qui laissera sa place sur le banc à Julian Nagelsmann la saison prochaine[4].
    - (Ligue 2) : Troyes valide son ticket pour la Ligue 1, en s’imposant contre Dunkerque (2-0) lors de l’avant dernière journée de la saison. Les Troyens ne peuvent plus se faire rattraper et remporte donc le deuxième titre de Ligue 2 de leur histoire[5].
- 2023 :
  - (Judo /Mondiaux) : sur la seconde journée des Championnats du monde de judo, chez les femmes, victoire de la Japonaise Uta Abe des -52kg et chez les hommes, c'est son compatriote Hifumi Abe qui est sacré en -66kg.

## Naissances

### XIXesiècle
- 1858 : 
  - Dan Brouthers, joueur de baseball américain. († 2 août 1932).
- 1863 : 
  - Charles Taylor, joueur de rugby à XV gallois. (9 sélections en équipe nationale). († 24 janvier 1915).
- 1880 : 
  - Albert Champoudry, athlète de fond français. Médaillé d'argent du 5 000m par équipes aux Jeux de Paris 1900. († 23 juin 1933).
- 1889 : 
  - Arthur Cumming, patineur artistique britannique. Médaillé d'argent des figures spéciales aux Jeux de Londres 1908. († 9 mai 1914).
  - Louis Van Hege, footballeur puis dirigeant sportif belge. Champion olympique aux Jeux d'Anvers 1920. (12 sélections en équipe nationale). († 24 juin 1975).
- 1891 :
  - Herbert Gardiner, hockeyeur sur glace canadien. († 11 janvier 1972).

### XXesièclede1901à1950
- 1903 : 
  - Manuel Anatol, athlète de sprint et  footballeur espagnol puis français. (16 sélections en équipe de France). († 17 mai 1990).
- 1910 : 
  - George Male, footballeur anglais. (19 sélections en équipe nationale). († 19 février 1998).
- 1916 : 
  - João Havelange, nageur et joueur de water-polo puis avocat et dirigeant sportif brésilien. Président de la FIFA de 1974 à 1998. († 16 août 2016).
- 1932 : 
  - Sonny Liston, boxeur américain. Champion du monde de boxe poids lourds du 25 septembre 1962 au 25 février 1964. († 30 décembre 1970).
- 1934 :
  - Maurice Norman, 88 ans, footballeur anglais. Vainqueur de la Coupe d'Europe des vainqueurs de coupe en 1963 avec les Tottenham. (23 sélections en équipe nationale). († 27 novembre 2022).
- 1935 : 
  - Jack Charlton, footballeur puis entraîneur anglais. Champion du monde de football 1966. (35 sélections en équipe nationale). Sélectionneur de l'équipe d'Irlande de 1986 à 1995.
- 1936 : 
  - Dahmane Defnoun, footballeur algérien. (10 sélections en équipe nationale).
  - Héctor Núñez, footballeur puis entraîneur uruguayen. Vainqueur de la Copa América 1995. (7 sélections en équipe nationale). Sélectionneur de l'équipe du Costa Rica en 1992 et de l'équipe d'Uruguay de 1994 à 1996. († 19 décembre 2011).
- 1937 :
  - Mike Cuellar, joueur de baseball cubain. († 2 avril 2010).
- 1939 :
  - Paul Drayton, athlète de sprint américain. Champion olympique du relais 4×100m et médaillé d'argent du 200m aux Jeux de Tokyo 1964. († 2 mars 2010).
- 1942 : 
  - Benoît Dauga, joueur de rugby à XV français. Vainqueur du Grand Chelem 1968, des tournois des Cinq Nations 1967 et 1970. (63 sélections en équipe de France). († 3 novembre 2022).
  - Michele Dancelli, cycliste sur route italien. Vainqueur de la Flèche wallonne 1966, et de Milan-San Remo 1970.
- 1946 : 
  - Jean-Pierre Strugo, pilote de rallyes-raid automobile français.
- 1948 : 
  - Norbert Nigbur, footballeur allemand. Champion du monde de football 1974. (6 sélections en équipe nationale).
- 1949
  - Hugo Sotil, footballeur péruvien. († 30 décembre 2024).

### XXesièclede1951à2000
- 1952 :
  - Philippe Jeantot, navigateur français.
  - Peter McNab, hockeyeur sur glace canadien.
- 1959 :
  - Pascal Portes, joueur de tennis français.
  - Gilles Vannelet, pilote de courses automobile d'endurance français.
- 1960 :
  - Franco Baresi, footballeur italien. Champion du monde de football 1982. Vainqueur de la Coupe des clubs champions 1989, 1990 et 1994. (81 sélections en équipe nationale).
- 1962 :
  - Alain Gautier, navigateur français. Vainqueur du Vendée Globe 1992, de la Solitaire du Figaro 1989.
- 1966 :
  - Cláudio Taffarel, footballeur brésilien. Médaillé d'argent aux Jeux de Séoul 1988. Champion du monde de football 1994. Vainqueur de la Copa América 1989 et 1997, de la Coupe d'Europe des vainqueurs de coupe 1993, de la Coupe UEFA 2000. (101 sélections en équipe nationale).
- 1967 :
  - Shiraishi Kōjirō, navigateur japonais.
- 1968 :
  - Mickaël Madar, footballeur puis consultant TV français. (3 sélections en équipe de France).
- 1969 :
  - Fabrice Tiozzo, boxeur puis consultant TV français. Champion du monde poids mi-lourds de boxe du 16 juin 1995 au 22 novembre 1996 et du 20 mars 2004 au 19 octobre 2006 puis champion du monde poids lourds-légers du 8 novembre 1997 au 9 décembre 2000.
- 1970 :
  - Luis Enrique, footballeur puis entraîneur espagnol. Champion olympique aux Jeux de Barcelone 1992. Vainqueur de la Coupe d'Europe des vainqueurs de coupe 1997. (62 sélections en équipe nationale).
- 1972 :
  - Ray Whitney, hockeyeur sur glace canadien.
- 1974 :
  - Raphaël Jacquelin, golfeur français.
- 1975 :
  - Gaston Mazzacane, pilote de F1 et de courses automobile d'endurance argentin.
- 1976 :
  - Vitali Prochkine, hockeyeur sur glace russe. Champion du monde de hockey sur glace 2008.
- 1980 :
  - Keyon Dooling, basketteur américain.
- 1981 :
  - Andrea Barzagli, footballeur italien. Médaillé de bronze aux Jeux d'Athènes 2004. Champion du monde de football 2006. (51 sélections en équipe nationale).
- 1984 :
  - Václav Procházka, footballeur tchèque. (15 sélections en équipe nationale).
- 1985 :
  - Sasha Kaun, basketteur russe. Médaillé de bronze aux Jeux de Londres 2012.
  - Cédric Pineau, cycliste sur route français.
  - Sarah Vaillancourt, hockeyeuse sur glace canadienne. Championne olympique aux Jeux de Turin 2006 et aux Jeux de Vancouver 2010. Championne du monde de hockey sur glace 2007.
- 1986 :
  - Galen Rupp, athlète de fond américain. Médaillée d'argent du 10 000m aux Jeux de Londres 2012 puis médaillé de bronze du marathon aux Jeux de Rio 2016. Vainqueur du Marathon de Chicago 2017.
  - Garrett Temple, basketteur américain.
- 1989 :
  - Liam Bridcutt, footballeur écossais. (2 sélections en équipe nationale).
  - Lars Eller, hockeyeur sur glace danois.
  - Benoît Paire, joueur de tennis français.
- 1990 : 
  - Anastasia Fesikova, nageuse russe. Médaillée d'argent du 200m dos aux Jeux de Londres 2012. Championne du monde de natation du 50m dos 2011. Championne d'Europe de natation du 50m et 100m dos 2008 puis du 100m dos 2018.
  - Kristian Sbaragli, cycliste sur route italien.
  - Kemba Walker, basketteur américain.
- 1991 :
  - Eimear Considine, joueuse de rugby à XV irlandaise. (16 sélections en équipe nationale).
  - Thomas Fontaine, footballeur franco-malgache. (3 sélections avec l'équipe de Madagascar).
  - Kalkidan Gezahegne, athlète de demi-fond éthiopienne.
  - Yuki Ishii, volleyeuse japonaise. Victorieuse du Championnat féminin AVC des clubs 2014. (137 sélections en équipe nationale).
  - Ivan Matskevitch, handballeur biélorusse. (57 sélections en équipe nationale).
  - Andrés Vilaseca, joueur de rugby à XV uruguayen. (70 sélections en équipe nationale).
- 1992 :
  - Yana Daniels, footballeuse belge. (44 sélection en équipe nationale).
  - Kevin Hayes, hockeyeur sur glace américain.
- 1993 :
  - Shanon Izar, joueuse de rugby à XV et de rugby à sept française. Victorieuse du Grand Chelem 2014. (18 sélections en équipe de France de rugby à XV).
  - Anne-Fatoumata M'Bairo, judokate française.
  - Nicolaj Thomsen, footballeur danois. (1 sélection en équipe nationale).
- 1995 :
  - Tevita Ratuva, joueur de rugby à XV fidjien. (6 sélections en équipe nationale).
- 1996 :
  - Khyri Thomas, basketteur américain.
- 1999 :
  - Džanan Musa, basketteur bosnien.
  - Abdoulie Sanyang, footballeur gambien. (14 sélections en équipe nationale).

### XXIesiècle
- 2001 :
  - Jordyn Huitema, footballeuse canadienne. (15 sélections en équipe nationale).
- 2002 :
  - Marco Angulo, footballeur équatorien. († 11 novembre 2024).
- 2004 :
  - Lukáš Mašek, footballeur tchèque.
- 2005 :
  - Álex Jiménez, footballeur espagnol.
  - Eliezer Mayenda, footballeur espagnol.
  - Lovro Zvonarek, footballeur croate.
  - Oliver Bearman, pilote de Formule 1 anglais

## Décès

### XXesièclede1901à1950
- 1922 :
  - Otto Hieronimus, 42 ans, pilote de courses automobile puis entrepreneur germano-autrichien. (° 26 juillet 1879).
- 1934 :
  - Étienne van Zuylen van Nyevelt, 73 ans, cavalier, pilote de course automobile, homme d'affaires et philanthrope belge. Président de la FIA de 1904 à 1931. (° 16 octobre 1860).
- 1947 : 
  - Attilio Ferraris, 43 ans, footballeur italien. Médaillé de bronze aux Jeux d'Amsterdam 1928. Champion du monde de football 1934. (28 sélections en équipe nationale). (° 26 mars 1904).

### XXesièclede1951à2000
- 1960 : 
  - Quincy Shaw, 90 ans, joueur de tennis américain. (° 30 juillet 1869).
- 1975 : 
  - Avery Brundage, 87 ans, athlète d'épreuves combinées puis dirigeant américain. Président du CIO de 1952 à 1972. (° 28 septembre 1887).
- 1976 :
  - Jean-François Phliponeau, 25 ans, joueur de rugby à XV français. (2 sélections en équipe de France). (° 23 novembre 1950).
- 1982 : 
  - Gilles Villeneuve, 32 ans, pilote de F1 canadien. (6 victoires en Grand Prix). (° 18 janvier 1950).
- 1996 : 
  - Beryl Burton, 58 ans, cycliste sur route et sur piste britannique. Championne du monde de cyclisme sur route 1960 et 1967. Championne du monde de cyclisme sur piste de la poursuite individuelle 1959, 1960, 1962, 1963 et 1966. (° 12 mai 1937).

### XXIesiècle
- 2001 : 
  - Luis Rijo, 73 ans, footballeur uruguayen. Champion du monde du monde 1950. (° 28 septembre 1927).
- 2008 : 
  - François Sterchele, 26 ans, footballeur belge. (4 sélections en équipe nationale). (° 14 mars 1982).
- 2011 :
  - Gérard Pilet, 77 ans, joueur de tennis français. Capitaine de l'Équipe de France de Coupe Davis en 1966. (° 14 septembre 1933).
  - Lionel Rose, 62 ans, boxeur australien. Champion du monde poids coqs de boxe du 27 février 1968 au 22 août 1969. (° 21 juin 1942).